# Corujinha-relógio
Corujinha-relógio (nome científico: Megascops usta) é uma espécie de ave pertencente à família dos Strigidae.
Seu nome popular em língua inglesa é "Southern Screech-Owl".